# 汉碑群
汉碑群，位于山东省济宁市市中区铁塔寺街，是中华人民共和国山东省文物保护单位之一。
1977年12月23日，授予山东省文物保护单位，是一座石窟寺、造像及石刻。